# Hoehneliella perplexa
Hoehneliella perplexa är en svampart som beskrevs av Bres. & Sacc. 1902. Hoehneliella perplexa ingår i släktet Hoehneliella, divisionen sporsäcksvampar och riket svampar.   Inga underarter finns listade i Catalogue of Life.